# Alessio Tacchinardi
Alessio Tacchinardi (Crema, 23 luglio 1975) è un allenatore di calcio ed ex calciatore italiano, di ruolo centrocampista.

## Biografia
È fratello minore di Massimiliano, anche lui calciatore, quest'ultimo con una carriera prettamente nelle serie minori italiane.

## Caratteristiche tecniche

### Giocatore

Peruzzi, Iuliano, Tacchinardi, Zidane, Lombardo, Del Piero, Porrini, Di Livio e Dimas celebrano i trionfi della Juventus nel 1996 in Champions League e Coppa Intercontinentale.

Dopo gli inizi da tornante nel settore giovanile dell'Atalanta, Cesare Prandelli, suo tecnico nella squadra Primavera dei bergamaschi, lo sposta a regista di centrocampo per meglio sfruttarne personalità, senso della posizione e lancio in avanti; ciò anche per via della buona tecnica di base nonché visione di gioco, tutte qualità che gli permettono inoltre di impostare velocemente l'azione.
Con l'approdo alla Juventus, nel primo biennio a Torino Marcello Lippi lo arretra inizialmente con successo a difensore centrale, in uno schieramento a zona. Dopo la positiva stagione 1994-1995 in questo ruolo, tuttavia, una successiva crisi tecnica lo porta ad abbandonare il reparto arretrato per ritornare stabilmente, dal 1997, a centrocampo, posizione in cui sporadicamente trova anche la rete grazie a potenti conclusioni dalla distanza.

## Carriera

### Giocatore

#### Club

##### Atalanta

Un giovane Tacchinardi agli esordi con l'Atalanta nel 1993

Inizia a dare i primi calci nella natìa Crema, nella Pier Giorgio Frassati, squadra dell'oratorio del quartiere San Bernardino. Prosegue quindi nel settore giovanile della principale società cittadina, il Pergocrema, prima di entrare ancora bambino nel vivaio dell'Atalanta.
Con gli orobici compie tutta la trafila delle squadre giovanili, cresciuto da tecnici quali Eugenio Perico, Fermo Favini e soprattutto Cesare Prandelli – «l'allenatore che mi ha cambiato la vita» –; a Bergamo diviene presto capitano e leader di un gruppo che annovera altri promettenti elementi quali Domenico Morfeo, Tomas Locatelli, Paolo Foglio e Gianluca Savoldi, vincendo nei primi anni 90 prima il Campionato Allievi Nazionali e poi il Campionato Primavera.
In quest'ultima stagione, 1992-1993, comincia inoltre ad allenarsi stabilmente con la prima squadra atalantina, fino ad esordire da professionista il 24 gennaio 1993, diciassettenne, mandato in campo dall'allenatore Marcello Lippi durante la vittoria interna 2-1 sull'Ancona.

##### Juventus
Nell'estate 1994 si trasferisce alla Juventus per 4 miliardi di lire. Inizialmente acquistato come elemento di prospettiva da mandare nell'immediato a svezzare altrove – «i dirigenti mi dicono che andrò solo in ritiro con loro per poi essere prestato alla Sampdoria» –, nel corso del precampionato riesce a far cambiare i piani venendo così inserito in pianta stabile nella rosa bianconera.
A Torino ritrova Lippi il quale, nonostante l'ancora giovane età di Tacchinardi, nella stagione d'esordio gli concede 24 presenze in campionato, facendo sì che contribuisca attivamente alla conquista del ventitreesimo scudetto della storia juventina; nella stessa annata solleva anche la Coppa Italia. L'anno successivo la squadra piemontese vince la Champions League, anche se il centrocampista non scende in campo nella finale di Roma contro gli olandesi dell'Ajax.
Con la Juventus vince negli anni successivi altri quattro campionati, due dei quali, 2001-2002 e 2002-2003, lo vedono protagonista della mediana torinese in coppia con Edgar Davids. Grazie alle sue prestazioni e al suo attaccamento alla maglia, nel 2011 è stato omaggiato dai tifosi bianconeri di una stella celebrativa nella walk of fame dello Juventus Stadium.

##### Villarreal e Brescia
Nell'estate 2005 viene ceduto in prestito biennale agli spagnoli del Villarreal, con cui raggiunge la semifinale della Champions League 2005-2006. Terminata l'esperienza in Spagna, il 20 luglio 2007 rescinde il contratto, dopo tredici stagioni, con la società bianconera, accasandosi in Serie B al Brescia di Serse Cosmi. Con le rondinelle disputa una buona stagione soprattutto sul versante realizzativo, con 9 reti in 36 presenze che contribuiscono al raggiungimento della semifinale play-off; tuttavia nel corso dell'annata «comincio a sentire dolori al ginocchio, la cartilagine è lesionata, faccio fatica ad allenarmi bene», sicché il 5 luglio 2008 rescinde consensualmente il contratto con i lombardi.
Nella prima parte della stagione 2008-2009 si allena con la squadra Amatori della polisportiva di Capergnanica, nel campionato CSI, ma alla fine prende la decisione di ritirarsi dal calcio professionistico per mancanza di ulteriori stimoli.

#### Nazionale

Tacchinardi (in piedi, secondo da sinistra) all'esordio in nazionale maggiore, il 6 settembre 1995.

Durante gli anni all'Atalanta colleziona 9 presenze e un gol nell'Italia under 18. Il passaggio alla Juventus, nel 1994, coincide con l'esordio in Under-21. Titolare stabile della formazione guidata da Cesare Maldini, partecipa con gli azzurrini alle qualificazioni per il campionato europeo di categoria del 1996, e fa parte della rosa che successivamente vince la competizione.
Il 6 settembre 1995 esordisce nel frattempo con la nazionale maggiore, convocato da Arrigo Sacchi, nella partita valevole per le qualificazioni al campionato europeo di calcio 1996 e vinta 1-0 contro la Slovenia; per il successivo lustro, rimane tuttavia questa la sua unica presenza in maglia azzurra. Torna in nazionale nel 2000, richiamato da Dino Zoff. Stavolta ha modo di vestire l'azzurro in maniera più continuativa, e pur senza far parte della rosa fissa degli azzurri né partecipare a fasi finali di Mondiali o Europei, sotto le gestioni tecniche di Zoff e Giovanni Trapattoni scende in campo per altre 12 volte fino al 2003.

### Allenatore
Come per quella di calciatore, anche la carriera di allenatore inizia nella natìa Crema, quando nel 2009 diviene tecnico della formazione Allievi del Pergocrema. Il 29 giugno 2012 assume la guida degli Allievi Nazionali del Brescia.
Il 30 maggio 2013 assume l'incarico di allenatore della prima squadra della Pergolettese, nel campionato di Lega Pro Seconda Divisione. Nonostante un filotto di sette risultati utili consecutivi, il 25 settembre si dimette per motivi personali. Il 4 luglio 2015, a distanza di due anni torna sulla panchina dei gialloblù, stavolta in Serie D. A fine campionato lascia nuovamente i cremaschi, dopo averli condotti alla salvezza.
Il 28 gennaio 2018 subentra ad Alessio Delpiano sulla panchina del Lecco, in Serie D. Al termine della stagione, chiusa al settimo posto della classifica, lascia la squadra lombarda rifiutando il rinnovo del contratto, adducendo motivi personali. Dopo una stagione d'inattività, il 25 giugno 2019 va a sedersi sulla panchina del Crema, in Serie D; tuttavia anche quest'esperienza ha breve durata, dimettendosi 12 novembre dello stesso anno.
Il 22 marzo 2021 viene scelto come nuovo tecnico del Fano, terzultimo in Serie C, in sostituzione del dimissionario Flavio Destro; a fine campionato non riesce a evitare la retrocessione dei marchigiani, dopo avere perso i play-out con l'Imolese. Il 20 giugno 2022 ritorna dopo un quadriennio sulla panchina del Lecco, in Serie C, tuttavia un inizio negativo di campionato gli costa l'esonero dopo quattro giornate.

### Dopo il ritiro
Dalla stagione 2014-2015 è opinionista sportivo per i canali Mediaset.

## Statistiche

### Presenze e reti nei club
| Stagione          | Squadra           | Campionato        | Campionato | Campionato | Coppe nazionali | Coppe nazionali | Coppe nazionali | Coppe continentali | Coppe continentali | Coppe continentali | Altre coppe | Altre coppe | Altre coppe | Totale | Totale |
| Stagione          | Squadra           | Comp              | Pres       | Reti       | Comp            | Pres            | Reti            | Comp               | Pres               | Reti               | Comp        | Pres        | Reti        | Pres   | Reti   |
| ----------------- | ----------------- | ----------------- | ---------- | ---------- | --------------- | --------------- | --------------- | ------------------ | ------------------ | ------------------ | ----------- | ----------- | ----------- | ------ | ------ |
| 1992-1993         | Atalanta          | A                 | 1          | 0          | CI              | 0               | 0               | -                  | -                  | -                  | -           | -           | -           | 1      | 0      |
| 1993-1994         | Atalanta          | A                 | 8          | 0          | CI              | 2               | 0               | -                  | -                  | -                  | -           | -           | -           | 10     | 0      |
| Totale Atalanta   | Totale Atalanta   | Totale Atalanta   | 9          | 0          |                 | 2               | 0               |                    | -                  | -                  |             | -           | -           | 11     | 0      |
| 1994-1995         | Juventus          | A                 | 24         | 0          | CI              | 7               | 0               | CU                 | 7                  | 0                  | -           | -           | -           | 38     | 0      |
| 1995-1996         | Juventus          | A                 | 16         | 0          | CI              | 2               | 0               | UCL                | 4                  | 0                  | SI          | 1           | 0           | 23     | 0      |
| 1996-1997         | Juventus          | A                 | 19         | 1          | CI              | 3               | 0               | UCL                | 9                  | 0                  | SU+CInt     | 2+1         | 0           | 34     | 1      |
| 1997-1998         | Juventus          | A                 | 23         | 1          | CI              | 8               | 0               | UCL                | 10                 | 0                  | SI          | 1           | 0           | 42     | 1      |
| 1998-1999         | Juventus          | A                 | 23+2       | 1          | CI              | 4               | 0               | UCL                | 8                  | 0                  | SI          | 1           | 0           | 38     | 1      |
| 1999-2000         | Juventus          | A                 | 30         | 0          | CI              | 3               | 0               | Int+CU             | 5+7                | 2+1                | -           | -           | -           | 45     | 3      |
| 2000-2001         | Juventus          | A                 | 31         | 2          | CI              | 2               | 0               | UCL                | 5                  | 1                  | -           | -           | -           | 38     | 3      |
| 2001-2002         | Juventus          | A                 | 28         | 2          | CI              | 7               | 0               | UCL                | 10                 | 0                  | -           | -           | -           | 45     | 2      |
| 2002-2003         | Juventus          | A                 | 27         | 2          | CI              | 2               | 0               | UCL                | 13                 | 2                  | SI          | 1           | 0           | 43     | 4      |
| 2003-2004         | Juventus          | A                 | 24         | 0          | CI              | 3               | 0               | UCL                | 6                  | 0                  | SI          | 1           | 0           | 34     | 0      |
| 2004-2005         | Juventus          | A                 | 16         | 0          | CI              | 2               | 0               | UCL                | 6                  | 0                  | -           | -           | -           | 24     | 0      |
| Totale Juventus   | Totale Juventus   | Totale Juventus   | 261+2      | 9          |                 | 43              | 0               |                    | 90                 | 6                  |             | 8           | 0           | 404    | 15     |
| 2005-2006         | Villarreal        | PD                | 23         | 2          | CR              | 1               | 0               | UCL                | 10                 | 0                  | -           | -           | -           | 34     | 2      |
| 2006-2007         | Villarreal        | PD                | 22         | 1          | CR              | 3               | 0               | Int                | 2                  | 0                  | -           | -           | -           | 27     | 1      |
| Totale Villarreal | Totale Villarreal | Totale Villarreal | 45         | 3          |                 | 4               | 0               |                    | 12                 | 0                  |             | -           | -           | 61     | 3      |
| 2007-2008         | Brescia           | B                 | 34+2       | 9          | CI              | 0               | 0               | -                  | -                  | -                  | -           | -           | -           | 36     | 9      |
| Totale carriera   | Totale carriera   | Totale carriera   | 349+4      | 21         |                 | 49              | 0               |                    | 102                | 6                  |             | 8           | 0           | 512    | 27     |

### Cronologia presenze e reti in nazionale
| Cronologia completa delle presenze e delle reti in nazionale ― Italia | Cronologia completa delle presenze e delle reti in nazionale ― Italia | Cronologia completa delle presenze e delle reti in nazionale ― Italia | Cronologia completa delle presenze e delle reti in nazionale ― Italia | Cronologia completa delle presenze e delle reti in nazionale ― Italia | Cronologia completa delle presenze e delle reti in nazionale ― Italia | Cronologia completa delle presenze e delle reti in nazionale ― Italia | Cronologia completa delle presenze e delle reti in nazionale ― Italia |
| Data                                                                  | Città                                                                 | In casa                                                               | Risultato                                                             | Ospiti                                                                | Competizione                                                          | Reti                                                                  | Note                                                                  |
| --------------------------------------------------------------------- | --------------------------------------------------------------------- | --------------------------------------------------------------------- | --------------------------------------------------------------------- | --------------------------------------------------------------------- | --------------------------------------------------------------------- | --------------------------------------------------------------------- | --------------------------------------------------------------------- |
| 6-9-1995                                                              | Udine                                                                 | Italia                                                                | 1 – 0                                                                 | Slovenia                                                              | Qual. Euro 1996                                                       | -                                                                     |                                                                       |
| 23-2-2000                                                             | Palermo                                                               | Italia                                                                | 1 – 0                                                                 | Svezia                                                                | Amichevole                                                            | -                                                                     | 79’                                                                   |
| 29-3-2000                                                             | Barcellona                                                            | Spagna                                                                | 2 – 0                                                                 | Italia                                                                | Amichevole                                                            | -                                                                     | 46’                                                                   |
| 28-2-2001                                                             | Roma                                                                  | Italia                                                                | 1 – 2                                                                 | Argentina                                                             | Amichevole                                                            | -                                                                     |                                                                       |
| 24-3-2001                                                             | Bucarest                                                              | Romania                                                               | 0 – 2                                                                 | Italia                                                                | Qual. Mondiali 2002                                                   | -                                                                     | 60’                                                                   |
| 28-3-2001                                                             | Trieste                                                               | Italia                                                                | 4 – 0                                                                 | Lituania                                                              | Qual. Mondiali 2002                                                   | -                                                                     |                                                                       |
| 25-4-2001                                                             | Perugia                                                               | Italia                                                                | 1 – 0                                                                 | Sudafrica                                                             | Amichevole                                                            | -                                                                     |                                                                       |
| 2-6-2001                                                              | Tbilisi                                                               | Georgia                                                               | 1 – 2                                                                 | Italia                                                                | Qual. Mondiali 2002                                                   | -                                                                     |                                                                       |
| 1-9-2001                                                              | Kaunas                                                                | Lituania                                                              | 0 – 0                                                                 | Italia                                                                | Qual. Mondiali 2002                                                   | -                                                                     |                                                                       |
| 5-9-2001                                                              | Piacenza                                                              | Italia                                                                | 1 – 0                                                                 | Marocco                                                               | Amichevole                                                            | -                                                                     | 46’ 83’                                                               |
| 17-4-2002                                                             | Milano                                                                | Italia                                                                | 1 – 1                                                                 | Uruguay                                                               | Amichevole                                                            | -                                                                     | 46’                                                                   |
| 20-8-2003                                                             | Stoccarda                                                             | Germania                                                              | 0 – 1                                                                 | Italia                                                                | Amichevole                                                            | -                                                                     |                                                                       |
| 10-9-2003                                                             | Belgrado                                                              | Serbia e Montenegro                                                   | 1 – 1                                                                 | Italia                                                                | Qual. Euro 2004                                                       | -                                                                     |                                                                       |
| Totale                                                                |                                                                       | Presenze                                                              | 13                                                                    |                                                                       | Reti                                                                  | 0                                                                     |                                                                       |

### Statistiche da allenatore
Statistiche aggiornate al 3 settembre 2022.
| Stagione            | Squadra             | Campionato          | Campionato | Campionato | Campionato | Campionato | Coppe nazionali | Coppe nazionali | Coppe nazionali | Coppe nazionali | Coppe nazionali | Coppe continentali | Coppe continentali | Coppe continentali | Coppe continentali | Coppe continentali | Altre coppe | Altre coppe | Altre coppe | Altre coppe | Altre coppe | Totale | Totale | Totale | Totale | % Vittorie | Piazzamento     |
| Stagione            | Squadra             | Comp                | G          | V          | N          | P          | Comp            | G               | V               | N               | P               | Comp               | G                  | V                  | N                  | P                  | Comp        | G           | V           | N           | P           | G      | V      | N      | P      | %          | Piazzamento     |
| ------------------- | ------------------- | ------------------- | ---------- | ---------- | ---------- | ---------- | --------------- | --------------- | --------------- | --------------- | --------------- | ------------------ | ------------------ | ------------------ | ------------------ | ------------------ | ----------- | ----------- | ----------- | ----------- | ----------- | ------ | ------ | ------ | ------ | ---------- | --------------- |
| lug.-set. 2013      | Pergolettese        | 2D                  | 4          | 2          | 2          | 0          | CI-LP           | 2               | 0               | 1               | 1               | -                  | -                  | -                  | -                  | -                  | -           | -           | -           | -           | -           | 6      | 2      | 3      | 1      | 33,33      | Dimissionario   |
| 2015-2016           | Pergolettese        | D                   | 38         | 11         | 13         | 14         | CI-D            | 3               | 1               | 2               | 0               | -                  | -                  | -                  | -                  | -                  | -           | -           | -           | -           | -           | 41     | 12     | 15     | 14     | 29,27      | 14º             |
| Totale Pergolettese | Totale Pergolettese | Totale Pergolettese | 42         | 13         | 15         | 14         |                 | 5               | 1               | 3               | 1               |                    | -                  | -                  | -                  | -                  |             | -           | -           | -           | -           | 47     | 14     | 18     | 15     | 29,79      |                 |
| gen.-giu. 2018      | Lecco               | D                   | 13         | 7          | 3          | 3          | CI-D            | 0               | 0               | 0               | 0               | -                  | -                  | -                  | -                  | -                  | -           | -           | -           | -           | -           | 13     | 7      | 3      | 3      | 53,85      | Subentrato, 7º  |
| ago.-nov. 2019      | Crema               | D                   | 11         | 4          | 2          | 5          | CI-D            | 3               | 2               | 0               | 1               | -                  | -                  | -                  | -                  | -                  | -           | -           | -           | -           | -           | 14     | 6      | 2      | 6      | 42,86      | Dimissionario   |
| mar.-giu. 2021      | Fano                | C                   | 6+2        | 1          | 3+2        | 2          | -               | -               | -               | -               | -               | -                  | -                  | -                  | -                  | -                  | -           | -           | -           | -           | -           | 8      | 1      | 5      | 2      | 12,50      | Subentrato, 18º |
| lug.-set. 2022      | Lecco               | C                   | 4          | 1          | 1          | 2          | CI-C            | 0               | 0               | 0               | 0               | -                  | -                  | -                  | -                  | -                  | -           | -           | -           | -           | -           | 4      | 1      | 1      | 2      | 25,00      | Esonerato       |
| Totale Lecco        | Totale Lecco        | Totale Lecco        | 17         | 8          | 4          | 5          |                 | 0               | 0               | 0               | 0               |                    | -                  | -                  | -                  | -                  |             | -           | -           | -           | -           | 17     | 8      | 4      | 5      | 47,06      |                 |
| Totale carriera     | Totale carriera     | Totale carriera     | 78         | 26         | 26         | 26         |                 | 8               | 3               | 3               | 2               |                    | -                  | -                  | -                  | -                  |             | -           | -           | -           | -           | 86     | 29     | 29     | 28     | 33,72      |                 |

## Palmarès

### Giocatore

#### Club

##### Competizioni giovanili
- Campionato Allievi Nazionali: 1

Atalanta: 1991-1992
- Campionato Primavera: 1

Atalanta: 1992-1993
- Torneo di Viareggio: 1

Atalanta: 1993
- Trofeo Dossena: 1

Atalanta: 1993

##### Competizioni nazionali
- Campionato italiano: 5

Juventus: 1994-1995, 1996-1997, 1997-1998, 2001-2002, 2002-2003
- Coppa Italia: 1

Juventus: 1994-1995
- Supercoppa italiana: 4

Juventus: 1995, 1997, 2002, 2003
- Campionato italiano: 1 (revocato)

Juventus: 2004-2005

##### Competizioni internazionali
- UEFA Champions League: 1

Juventus: 1995-1996
- Coppa Intercontinentale: 1

Juventus: 1996
- Supercoppa UEFA: 1

Juventus: 1996
- Coppa Intertoto UEFA: 1

Juventus: 1999

#### Nazionale
- Campionato d'Europa Under-21: 1

Spagna 1996